# Марлейеллы
Марлейеллы (лат. Marleyella) — род лучепёрых рыб из семейства пецилопсеттовых (Poecilopsettidae). Оба известных вида сравнительно редки, обитают в западной части Индийского океана. Донные рыбы, обитающие на глубинах 60—400 метров. Средний размер взрослых особей — 15 см, глаза на правой стороне.

## Классификация
В род включают 2 вида:
- Marleyella bicolorata (von Bonde, 1922) — Южноафриканская марлейелла
- Marleyella maldivensis Norman, 1939